# A Perfect Getaway
A Perfect Getaway is een Amerikaanse mystery-thriller uit 2009 zowel geschreven als geregisseerd door David Twohy. De film werd opgenomen in Puerto Rico en Hawaï.

## Verhaal
De Amerikaanse Cliff (Steve Zahn) en Cydney Anderson (Milla Jovovich) gaan op huwelijksreis naar Hawaï. Daar willen ze een hoog aangeschreven toeristische wandelroute maken in Honolulu. Deze route gaat dwars een natuurgebied en is alleen toegankelijk met een helikopter, een kajak of te voet. Met een gehuurde jeep rijden ze naar het beginpunt. Op weg daarnaartoe, komen de twee het stel Cleo (Marley Shelton) en Kale (Chris Hemsworth) tegen, die langs de weg lopen. Cliff wil ze een lift geven. Cydney ziet dat eigenlijk niet zo zitten. Omdat ze zichtbaar hun twijfels hebben, hoeft het voor Kale niet meer. Hij beveelt Cleo uit de auto te komen en zegt het tweetal samen verder rijden.
Aangekomen bij het beginpunt wandelen Cliff en Cydney het Kalalua Trail op. Op een moeilijk begaanbaar stuk krijgen ze hulp van Nick (Timothy Olyphant). Hij kan aanzienlijk beter overweg met de omstandigheden en loopt met ze mee verder. Wanneer ze een groepje meisjes passeren, vertellen die ze dat een van hen net gebeld is door haar vader. Hij vertelde dat het nieuws meldde dat er een jong echtpaar vermoord is gevonden op Oahu. Van allebei de slachtoffers zijn de tanden getrokken en de vingertoppen afgesneden. De onbekende daders zijn vooralsnog spoorloos. Cliff zoekt een plek waar hij ontvangst heeft op zijn telefoon en zoekt het bericht over de moord op Google op. Over een rotsrand ziet hij Cleo en Kale lopen. Zij zijn inmiddels toch ook aangekomen. Hoewel hij er in eerste instantie weinig voor voelde, gaat hij dan toch in op Nicks uitnodiging mee te gaan naar Secret Falls, de plek waar hij kampeert. Daar ontmoeten Cliff en Cydney zijn vriendin Gina (Kiele Sanchez).
Het klikt tussen de twee stellen. Nick verneemt dat Cliff als beginnend scenarioschrijver werkt en is erg geïnteresseerd in het bemachtigen van een rolletje. Cliff staat ervan te kijken hoe behendig Nick is in het omgaan met de natuurlijke omstandigheden. Hij krijgt op den duur wel genoeg van Nicks bombastische verhalen over zijn vermeende ervaringen en geheime missies als Irak-veteraan. Nick blijkt wel een stuk behendiger in het opzetten van een tent en neemt Cliff mee het woud in om een geit te vangen voor het avondeten. Cydney blijft bij de tent met Gina praten en vertelt honderduit over haar moeilijke jeugd in verschillende pleeggezinnen en haar wens om met Cliff een gelukkig gezin met vijf kinderen te stichten. Nadat Cliff eerder terugkeert omdat hij Nick kwijt was, komt Nick aanlopen met een gedode wilde geit over zijn schouder. Gina neemt die van hem over en begint het beest verder te slachten. Ze vertelt dat dit haar makkelijk afgaat omdat ze in een slagerij gewerkt heeft.
Net wanneer de spanning tussen de twee stellen naar een hoogtepunt stijgt, landt er een politiehelikopter midden op de route. Cleo en Kale worden ter plekke gearresteerd en meegenomen. In Kales rugzak vindt een van de agenten een pepermuntdoosje gevuld met tanden uit een volwassen menselijk gebit. De spanning tussen Nick, Gina, Cliff en Cydney ebt daarna weg. Samen trekken ze verder. Op een plaats op de route waar zeegrotten te bezichtigen zijn, stelt Cliff aan Nick voor om daar samen met twee kajakken naartoe te varen.
Gina hoort van Cydney waar de mannen heen zijn. Om de tijd te doden tot die terug zijn, pakt ze de videocamera van Cliff op om de trouwfoto's van hem en Cydney te bekijken. Na wat foto's van bruiloftgasten schrikt ze, staat ze op en gaat ze op zoek naar een plek waar Nick haar kan verstaan. Ze wil hem waarschuwen. Op de foto's van het getrouwde stel op de camera staan niet de "Cliff" en "Cydney" die zij hebben leren kennen, maar twee mensen wier kledingstijl hun reisgenoten volledig hebben gekopieerd. Zodra "Cliff" doorheeft dat Gina "Cydney" en hem doorheeft, schiet hij met een pistool Nick uit zijn kajak. "Cydney" komt met een mes aanstormen om Gina te grazen te nemen, maar stort onverrichter zake over de klifrand het water in. Ze landt ongedeerd in zee. Zij en "Cliff" zijn de moordenaars van het stel in Oahu. Ze hebben het paar eerst leren kennen om zowel hun uiterlijk, hun gebruiken als hun typische persoonlijkheidskenmerken volledig te kunnen kopiëren en daarna de twee vermoord. Dit hebben ze al verschillende keren gedaan en Nick en Gina waren hun volgende doelwitten. Op deze manier willen zij en "Cliff" samen "honderd levens leven". Cliff stopte het doosje met tanden in Kales rugzak en maakte hem en Cleo verdacht bij het bureau dat de wandelroute beheert. Daardoor pakte de politie het verkeerde stel op.
"Cliff" gaat achter Gina aan om te beletten dat zij bewoond gebied bereikt, waar ze hem en "Cydney" kan verraden. Hij heeft gehoord dat zij aan de telefoon iemand vroeg om hulp te sturen. Wanneer die arriveert, doet "Cydney" zich voor als slachtoffer en vertelt ze dat Nick en Gina de gezochte moordenaars zijn. Ze gaat met de agenten in een helikopter mee op zoek. In het water in de zeegrot komt Nick bij zijn positieven. Hij is geraakt door de kogel, maar niet levensbedreigend. Net wanneer "Cliff" Gina heeft achterhaald, stort Nick zich vanuit het niets op hem. Terwijl de mannen vechten, vliegt de politiehelikopter met "Cydney" over. Een politieschutter vraagt haar welke van de twee mannen hij moet hebben. "Cydneys" gevoel speelt op. Het belangrijkste doel in haar leven is om geliefd te worden, maar hoe ze ook probeert "Cliff" te verleiden tot het tonen van liefde, gaat die daar nooit op in. Hij gelooft niet dat hij daartoe in staat is. "Cydney" heeft daar genoeg van en wil niet meer zo leven met hem zoals ze al tijden doen. Ze wijst de schutter eerlijk "Cliff" aan als de moordenaar. Wanneer die naar zijn geweer grijpt om op Nick te schieten, velt een kogel van de politieschutter hem.

## Rolverdeling
| Acteur            | Personage         | Opmerkingen |
| ----------------- | ----------------- | ----------- |
| Steve Zahn        | "Cliff Anderson"  |             |
| Milla Jovovich    | "Cydney Anderson" |             |
| Timothy Olyphant  | Nick              |             |
| Kiele Sanchez     | Gina              |             |
| Marley Shelton    | Cleo              |             |
| Chris Hemsworth   | Kale              |             |
| Wendy Braun       | Debbie Mason      |             |
| Mercedes Leggett  | Katie Nakamura    |             |
| Tory Kittles      | Sherman           | Kajakker    |
| Brandon Olive     | Rick              | Kajakker    |
| Gugun Deep Singh  | Woody             | Stem        |
| Travis Willingham | Tommy             |             |

## Achtergrond

### Filmmuziek
1. Hey, Hey, Hey door Tracy Adams
2. Paradise door RooHub
3. Need Your Love door The High Tide Spirits & Woody Aplanalp
4. Boom Chic Boom Chic door Tracy Adams
5. Red Dress Baby Doll door Tracy Adams
6. Ghetto Chronic door Tracy Adams
7. The Wretched door Nine Inch Nails
8. I'm Yours door Jason Mraz

### Recensies
De film kreeg gemengde tot positieve reacties van critici. Metacritic gaf de film 63 punten op een schaal van 100. Op Rotten Tomatoes scoort de film 60% aan goede beoordelingen.
De film bracht in het openingsweekend $ 5.948.555 op. De wereldwijde opbrengst bleef steken op $ 22.852.638.